# Arie de Vroet

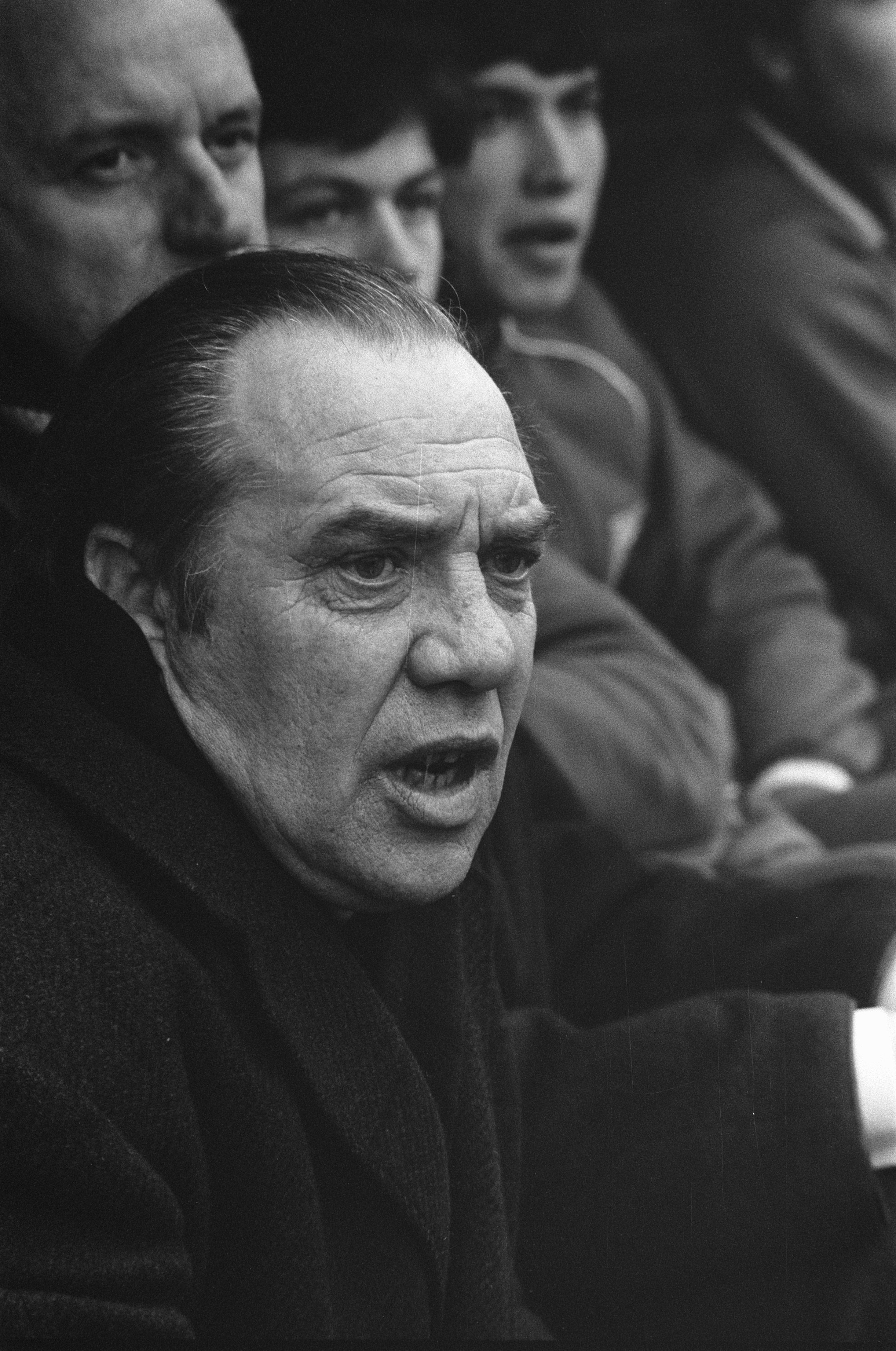
Arie de Vroet 1970

Arie de Vroet (* 9. November 1918 in Oud-Beijerland; † 8. September 1999 in Woudenberg) war ein niederländischer Fußballspieler. Der Mittelfeldspieler von Feijenoord war von 1938 bis 1949 auch in der Nationalmannschaft aktiv, ehe er als Profi in Frankreich seine Karriere ausklingen ließ.

## Vereinskarriere
Mit 18 begann de Vroet seine Laufbahn bei Feijenoord. Bei den Rotterdamern spielte er zunächst im Angriff, später wechselte er ins linke Mittelfeld. Er galt als hervorragender Techniker mit großer Einsatzfreude. Bis 1950 machte er 230 Ligaspiele für Feijenoord, in denen er 31 Tore erzielte. 1941 wurde er mit der Mannschaft Meister. 1950 ging er als Profi nach Frankreich, wo er zunächst zwei Jahre (64 Spiele, zwei Tore) beim Le Havre AC und anschließend noch eine Spielzeit (24 Spiele, zwei Tore) beim FC Rouen sein Geld verdiente.

## Nationalmannschaft
Am 23. Oktober 1938 war de Vroet einer von drei Debütanten in der Nationalelf, die in Kopenhagen ein 2:2-Unentschieden gegen Dänemark erreichte. Während es für Gerard van Leur und Piet Dumortier ihr einziges Spiel in Oranje blieb, kam de Vroet zwar auch in den nächsten Begegnungen nicht zum Einsatz, wurde aber schon im März 1940 wieder in den Kader berufen. Zwar saß er in Antwerpen gegen Belgien nur auf der Bank, durfte jedoch 14 Tage später bei der 4:5-Niederlage in Rotterdam gegen Luxemburg – dem Spiel, in dem Abe Lenstra sein Debüt gab – sein zweites Spiel über 90 Minuten absolvieren. Ein weiteres Match folgte, ehe die Besetzung durch das Deutsche Reich den Spielbetrieb der Nationalmannschaft unterbrach.
Nach dem Krieg kam de Vroet im zweiten Spiel 1946 zurück ins Team. Bis Ende 1949 musste er nur vor einer Partie der Elftal passen. Bei 14 seiner 19 Nachkriegseinsätze trug er die Kapitänsbinde, darunter bei beiden Spielen der Olympischen Spiele 1948 in Großbritannien. Auch in seinem letzten Spiel – am 11. Dezember 1949 ging es in Amsterdam wie bei de Vroets Debüt gegen Dänemark – war er Mannschaftsführer einer Elf, in der Fußballgrößen wie Abe Lenstra, Piet Kraak, Rinus Schaap, Mick Clavan und Theo Timmermans zu seinen Mitspielern gehörten.
Nachdem er 1950 als Profi nach Frankreich gegangen war, war er für die „Amateurelf“ des KNVB nicht mehr eligibel. Einen weiteren internationalen Auftritt feierte er aber 1953 im Watersnoodwedstrijd, einem Benefizspiel niederländischer Auslandsprofis in Paris gegen Frankreich zugunsten der Opfer der Flutkatastrophe von 1953.

## Trainer
Ab 1961 war de Vroet als Trainer aktiv; zunächst in Groningen bei Be Quick und Velocitas sowie dazwischen zwei Jahre beim SVV Schiedam. Anschließend war er zwei Spielzeiten beim VV Heerenveen, ehe er für eine Spielzeit nach Le Havre zum Le HAC zurückkehrte. Nach einer Saison bei DOS war er bis zu seinem 63. Lebensjahr beim KNVB angestellt; unter anderem war er Assistent der Bondscoaches Jan Zwartkruis und Ernst Happel und arbeitete als Trainer im Jugend- und Amateurbereich.